# حسن‌آباد قدیم
حسن‌آباد قدیم یک روستا در ایران است که در شهرستان ماه‌نشان استان زنجان واقع شده‌است. حسن‌آباد قدیم ۶۷ نفر جمعیت دارد.